# Gare de Kamiiida
La gare de Kamiiida (上飯田駅, Kamiiida-eki) est une gare ferroviaire de la ville de Nagoya, dans la préfecture d'Aichi au Japon. Elle est exploitée par la compagnie Meitetsu et le métro de Nagoya.

## Situation ferroviaire
La gare de Kamiiida marque le début des lignes Kamiiida et Komaki (les deux lignes sont interconnectées).

## Histoire
La gare Meitetsu a été inaugurée le 11 février 1931. Le métro y arrive le 27 mars 2003.

## Services aux voyageurs

### Accès et accueil
La gare située en souterrain, est ouverte tous les jours.

### Desserte

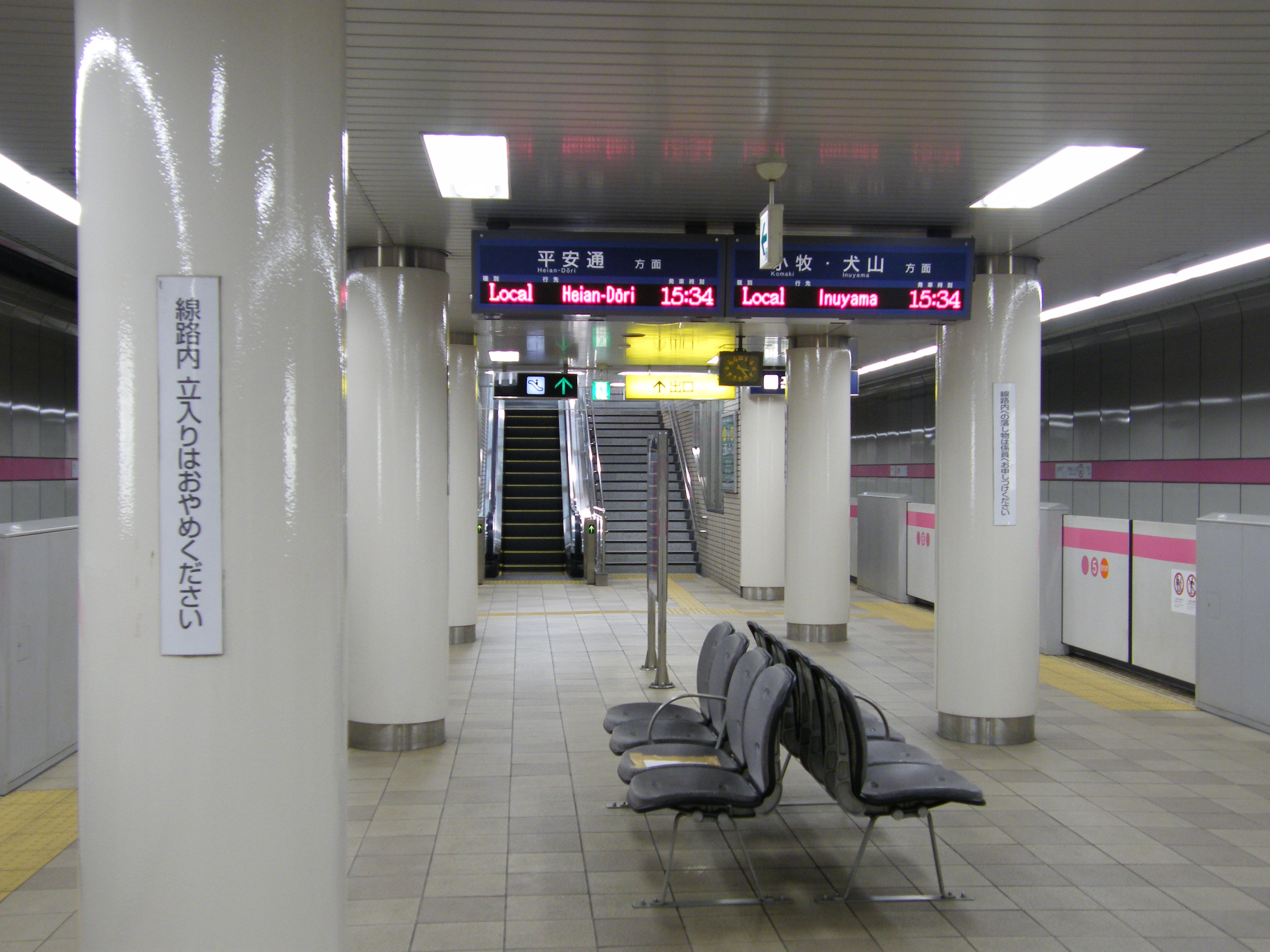
Vue du quai

- voie 1 : Ligne Kamiiida, direction Heian-dōri
- voie 2 : Ligne Meitetsu Komaki, direction Inuyama